# Ricardo Vaz Tê
Ricardo Jorge Vaz Tê (* 1. Oktober 1986 in Lissabon) ist ein ehemaliger portugiesischer Fußballspieler.

## Spielerkarriere
Vaz Tê kam 2003 zum ersten Mal nach England, wo er durch seine Leistungen bei einem Jugendcasting der Bolton Wanderers einen 3-Jahres-Vertrag für Boltons Jugendakademie erhielt. Sein Profi-Debüt hatte er im FA-Cup-Spiel gegen die Tranmere Rovers im Januar 2004. Zwei Monate später kam er in der Liga zum ersten Mal gegen den FC Middlesbrough zum Einsatz.
Zur Saison 2010/11 wechselte Vaz Tê von den Bolton Wanderers in die griechische Super League zu Panionios Athen. Nach der Auflösung seines Vertrages im Verlauf der Saison wechselte er am 28. Februar 2011 zum schottischen Erstligisten Hibernian Edinburgh. In der Scottish Premier League 2010/11 erzielte er einen Treffer in zehn Ligaspielen, erhielt am Saisonende jedoch keinen neuen Vertrag in Edinburgh.
Am 3. August 2011 unterschrieb er einen Vertrag beim englischen Zweitligisten FC Barnsley. Vaz Tê kam in der Football League Championship gut zurecht und erzielte zehn Treffer in zweiundzwanzig Ligaspielen, ehe er am 31. Januar 2012 zum Ligarivalen West Ham United wechselte.
In der Winterpause 2014/15 wechselte Vaz Tê in die türkische Süper Lig zu Akhisar Belediyespor. Bereits zum Saisonende verließ er diesen Klub wieder.
Nachdem er die Hinrunde der Saison 2015/16 für Charlton Athletic gespielt hatte, wechselte Vaz Tê im Februar 2016 zurück zu Akhisar Belediyespor. Ab dem Sommer 2017 setzte er seine Karriere beim chinesischen Verein Henan Jianye fort. Nach einer Station in der chinesischen China League One bei Qingdao Huanghai beendete Vaz Tê seine aktive Laufbahn am Ende der Saison 2020/21 beim Portimonense SC in seiner portugiesischen Heimat.